# ۱۸۱ (عدد)
۱۸۱ (صد و هشتاد و یک) یک عدد طبیعی است که بعد از ۱۸۰ (عدد) و قبل از ۱۸۲ قرار دارد. همچنین این عدد چهل و دومین عدد اول می‌باشد.